# 中村茂雄
中村茂雄（なかむら しげお、Шигео Накамура1971年5月18日 - ）は日本人のインテリアデザイナー。
日本はもとよりロシアなどの海外のプロジェクトも手がけている。
- 愛知県名古屋市に生まれる。東京都 杉並区 在住。二輪レース活動や、バンド活動などに明け暮れた10代を過ごす。名古屋の今池ライブハウス「ハックフイン」にて、パンクバント「THE CORISU GUM」のボーカリストとして活動。飲食店のバイトやバーテンダーを経て、株式会社 アルファプリュスに就職。
- 1996年、フリーランスのデザイナーとして活動 名古屋の住吉町「CLUB OZON」を手がける。
- 2000年、中村茂雄 デザインオフィス（Shigeo Nakamura Design Office)を設立。 （Shigeo Nakamura Design Officeホームページを参照）
- 2004年、Designer's Week in Nagoya 発起人として立ち上げる。準備委員会実行委員長
- 2009年、ロシアで、SAYEN International Hotel (Russia/Irkutsk）1Fロビー/ 客室 /7F レストラン設計 東シベリアで5つ星を獲得。ロシア全土ではスモールホテル部門でグランプリ、4つ星も獲得。
- 2017年、ロシア人妻でインテリデザイナーの Aleksandra Nakamuraと結婚し2年間ロシアのイルクーツクに滞在、帰国後の2019年逗子より東京の杉並区に事務所を移転。
- 2018年、ロシアで就労ビザを取得する。

## 活動
様々なデザイン活動を行い、デザイン振興を推奨する。講演やコーディネーターなど、多数出演している。
- JCD DESIGN AWARD デザイン賞委員  JCD=一般社団法人 日本商環境デザイン協会
- JCD DESIGN AWARD デザイン賞 1次審査委員 2008年〜2018年  JCD=一般社団法人 日本商環境デザイン協会
- 関東支部メディア委員会 副委員長
- Designer's Week in Nagoya 2005年/2006年副実行委員長
- Nagoya Design Week 2007年/2008年実行委員長
- バンタンデザイン研究所 名古屋校 講師 商空間/照明/CAD/環境デザイン  2005年~2011年
- Shonan BeachFM 78.9 2013年〜2015年番組審議委員
- CCDO 中部デザイン団体協議会 2005年~2012年（デザイン賞委員/広報委員）

## 主な作品
- SAYEN International Hotel (Russia/Irkutsk）東シベリアで最高の5星を獲得。ロシア全土ではスモールホテル部門でグランプリ、4つ星も獲得。 内装デザインを担当
- マックスレイ株式会社 名古屋営業所
- ANAクラウンプラザホテルグランコート名古屋 チャペル

## 主な受賞歴
- Nashop LIGHTING AWARDS’03 最優秀賞
- JCD DESIGN AWARD 2002 BRONZE AWARD
- JCD DESIGN AWARD 2003 SELECTED DESIGNNER AWARD
- JCD DESIGN AWARD 2004 BRONZE AWARD
- JCD Designer access 2011 Best Designer Award

## 新聞・雑誌掲載
- 国内
  - 年間日本の空間デザイン2003年六耀社
  - 年間日本の空間デザイン2004年六耀社
  - 年間日本の空間デザイン2005年六耀社
  - フォトン創刊号　2002年フォトン
  - フォトン2号　　 2003年フォトン 　　
  - 月刊 商店建築 2002年6月号　　
  - 月刊 商店建築 2002年8月号
  - 月刊 商店建築 2003年4月号
  - 月刊 商店建築 2003年5月号（表紙掲載）
  - 月刊 商店建築 2004年7月号（インタビュー掲載）
  - 商業施設士  2006年9月（論文掲載）　
  - 月刊「ブレーン」 2007年12月号 （インタビュー6P掲載）
  - 朝刊繊研新聞 2007年12月5日 （インタビュー1P掲載）
  - 新建築 2009年9月号
  - 名人（nabito）Vol.1 2010年6月（特集5P掲載）
  - 国際デザインセンター 20周年 （名古屋） 2012年（講演）
  - MAXRAY NAGOYA 2012年（講演）
  - Interior Design Aichi 2012年（Book 掲載）
  - 湘南スタイルマガジン  2013年11月号（雑誌 掲載）
  - 湘南ビーチFMマガジンvol.31（掲載）
  - 逗子アートフェスティバル 2013年（EXHIBITION 参加）
  - 湘南ビーチFM ラジオ出演 2014年
  - 逗子文化の会 2014年6月号（執筆）
  - 湘南経済新聞  2014年（新聞掲載）
  - 田園都市生活 Vol.54 2015年（掲載）
  - Homify印象を左右するファサードデザイン特集 2015年（掲載）
  - 逗子文化の会 2015年12月号（執筆）
  - 湘南ビーチFM アウトランダーPHEV 体感レポート 2016年（CM出演）
  - 湘南ビーチFMマガジンvol.40 2016年（掲載）
  - JCD関東支部にて講演 2016年（講演）
  - 建築ジャーナル 6月号  2018年（掲載）
- 海外
  - 『cвязь пpямaя』ニュースTV（ロシア）2009年10月8日
  - 『The KOHKyPeH』新聞（ロシア）2009年11月5日（インタビュー1P掲載）
  - 『Beautiful People』雑誌 （ロシア）2010年1月号（インタビュー5P掲載）
  - 『WORLD BAIKAL』雑誌（ロシア）2011年（インタビュー1P掲載）
  - 『Chief Time』 雑誌 （ロシア）2011年（インタビュー2P掲載）
  - 『LIGHT』新聞（ロシア）2011年11月（インタビュー1P掲載）
  - FASHION SALON INTERIORS 2013年
  - 『ウラン・ウデ』ニュースTV（ロシア）2011年
  - イルクーツク講演会（Russia) 2014年
  - イルクーツク講演会レポート（Russia) (雑誌)2014年
  - イルクーツク公園審査委員長（Russia ）2014年
  - 『Alians』 (Russia/Irkutsk） (雑誌) 2014年
  - 『SAYEN International Hotel 』（Russia ）（審査員）2014年
  - Архитектура Благополучия  （Russia ）（WEB）2015年
  - 講演会  (Russia/Irkutsk）2015年
  - 『09 Alians 』 (Russia/Irkutsk）（雑誌）2015年
  - ロシア国営放送ニュース（Russia） （TV) 2016年
  - 『Russia SAYEN International Hotel 』プロモーションビデオに出演 2016年
  - Cобака  (Russia)（雑誌）2017年
  - 『Патроны парк 』 (Russia/Irkutsk）（雑誌）2019年
  - Недвижимость Иркутска (Russia/Irkutsk）（webニュース）2019年
  - dom-expo  (Russia/Irkutsk）（エキシビジョン）2019年